# سفیر حسن نیت یونسکو
سفیر حسن نیت یونسکو یک عنوان افتخاری که پس از نام می آید ، عنوان اقتدار ، وضعیت حقوقی و شرح شغل است که به آن  دسته از مدافعان و سفیران    حسن نیتی اختصاص می یابد که سازمان ملل تعیین می کند . سفیران حسن نیت یونسکو ستارگان و مدافعان متخصص یونسکو  (نه سفیران دیپلماتیک)  هستند که از استعداد یا شهرت خود برای گسترش ایده آل های یونسکو ، به ویژه جلب توجه رسانه ها استفاده می کنند. سایر گروه های تخصصی حامیان عبارتند از هنرمند یونسکو برای صلح ، قهرمان یونسکو برای ورزش و فرستاده ویژه یونسکو .

## سفیران فعلی حسن نیت یونسکو
در زیر فهرستی از سفیران حسن نیت یونسکو به همراه پروژه‌ها و فعالیت‌هایی که آنها پشتیبانی می‌کنند آورده شده‌است:
| نام                                         | کشور                | تاریخ           | پروژه‌ها و فعالیت‌های مورد حمایت | پیوند |
| ------------------------------------------- | ------------------- | --------------- | --- | ----- |
| یالیتزا آپاریچیو                            | مکزیک               | ۴ اکتبر ۲۰۱۹    | مردمان بومی | [ ۳ ] |
| آندرس رومر                                  | مکزیک               | سپتامبر ۲۰۱۷    | Societal Change and the Free Flow of Knowledge                                                                                                | [ ۴ ] |
| شاهدخت دانا فیراس                           | اردن                | ۲۹ ژوئن ۲۰۱۷    | حفاظت و حراست از میراث | _     |
| دیا خان                                     | نروژ                | ۱۷ نوامبر ۲۰۱۶  | آزادی و آفرینش هنری |       |
| Maha al-Khalil Chalabi                      | لبنان               | ۱۷ فوریه ۲۰۱۶   | حفاظت و حراست از میراث در صور | [ ۵ ] |
| کریستین امان‌پور                             | بریتانیا            | ۲۹ آوریل ۲۰۱۵   | آزادی ابراز و امنیت خبرنگاری |       |
| Keith Chatsauka-Coetzee                     | آفریقای جنوبی       | ۱۲ ژوئیه ۲۰۱۲   | |       |
| Sunny Varkey                                | هند                 | ۲۰۱۲            | مروج آموزش. هم‌اکنون در امارات متحده عربی. |       |
| ناصر داوود خلیلی                            | بریتانیا            | اکتبر ۲۰۱۲      | مروج گفتگوی بین فرهنگ‌ها و صلح از طریق آموزش.                                                                                                  |       |
| Hayat Sindi                                 | عربستان سعودی       | ۱ اکتبر ۲۰۱۲    | مروج آموزش علم به زنان عرب |       |
| فارست ویتاکر                                | ایالات متحده آمریکا | ۲۱ ژوئن ۲۰۱۱    | |       |
| Nizan Guanaes                               | برزیل               | ۲۷ مه ۲۰۱۱      | |       |
| ویک مونیس                                   | برزیل               | ۲۷ مه ۲۰۱۱      | |       |
| Oskar Metsavaht                             | برزیل               | ۲۷ مه ۲۰۱۱      | |       |
| Ivonne A-Baki                               | اکوادور             | ۱۵ فوریه ۲۰۱۰   | Peace |       |
| Yazid Sabeg                                 | الجزایر             | ۱۶ فوریه ۲۰۱۰   | |       |
| مارک لدریت دو لاشاریه                       | فرانسه              | ۲۷ اوت ۲۰۰۹     | |       |
| Esther Coopersmith                          | ایالات متحده آمریکا | 2009            | |       |
| Christine Hakim                             | اندونزی             | 11 March 2008   | آموزش معلمین در جنوب شرق آسیا |       |
| Chantal Biya                                | کامرون              | ۱۴ نوامبر ۲۰۰۸  | Education and Social Inclusion |       |
| Vitaly Ignatenko                            | روسیه               | ۲۰۰۸            | ساختن ظرفیت‌های خبرنگاران روسی زبان و ترویج گردش آزاد ایده‌ها جهان روسی زبان                                                                    |       |
| جین مالری                                   | فرانسه              | ۱۷ ژوئیه 2007   | In charge of arctic polar issues, promoting environmental issues and safeguarding the culture and knowledge of the peoples of the شمالگان     |       |
| Princess Maha Chakri Sirindhorn of Thailand | تایلند              | ۲۴ مارس ۲۰۰۵    | Empowerment of Minority Children and the Preservation of their Intangible Cultural Heritage                                                   |       |
| مهربان علیوا                                | آذربایجان           | ۹ سپتامبر ۲۰۰۴  | ترویج و حفاظت از میراث ناملموس فرهنگی، به خصوص سنن و ابرازهای روایی                                                                           |       |
| Milú Villela                                | برزیل               | ۱۰ نوامبر ۲۰۰۴  | Voluntary Action and Basic Education in آمریکای لاتین                                                                                         |       |
| Cristina Owen-Jones                         | ایتالیا             | ۲۳ مارس ۲۰۰۴    | ایدز Prevention Education Program |       |
| آرا آبرامیان                                | روسیه               | ۱۵ ژوئیه ۲۰۰۳   | Dialogue among Civilizations |       |
| The کارولین، شاهدخت هانوفر                  | موناکو              | ۲ دسامبر ۲۰۰۳   | Protection of children and the family, empowerment of women and girls in آفریقا                                                               |       |
| والداس آدامکوس                              | لیتوانی             | ۲۹ سپتامبر ۲۰۰۳ | Construction of Knowledge Societies |       |
| آلیسیا آلونسو                               | کوبا                | ۷ ژوئن ۲۰۰۲     | Promotion of ballet dancing (Programme of میراث فرهنگی ناملموس)                                                                               |       |
| Giancarlo Elia Valori                       | ایتالیا             | 2001            | Safeguarding of میراث فرهنگی ناملموس |       |
| للا مریم مراکش                              | مراکش               | ژوئیه ۲۰۰۱      | Protection of childhood and women's rights |       |
| کلودیا کاردیناله                            | ایتالیا             | مارس ۲۰۰۰       | Promotion of women's rights, especially for women in حوزه مدیترانه; Environment issues                                                        |       |
| باهیا حریری                                 | لبنان               | ۱۷ نوامبر ۲۰۰۰  | Preservation of World Heritage, education, culture, women's rights and sustainable development in the جهان عرب                                |       |
| Madanjeet Singh                             | هند                 | ۱۶ نوامبر ۲۰۰۰  | Founder of the South Asia Foundation, which promotes regional cooperation through education and sustainable development                       |       |
| پاتریک بودری                                | فرانسه              | سپتامبر ۱۹۹۹    | Education of young people through seminars, science conferences and projects in the field                                                     |       |
| Marianna Vardinoyannis                      | یونان               | ۲۱ اکتبر ۱۹۹۹   | Protection of childhood; promotion of cultural Olympics; humanitarian relief for war victims                                                  |       |
| ویگدیس فینبوگادوتیر                         | ایسلند              | 1998            | Promotion of linguistic diversity, women's rights, education                                                                                  |       |
| شیخ مودیبو دیارا                            | مالی                | 1998            | Promotion of education, especially in sciences, sustainable development in Africa                                                             |       |
| Kitín Muñoz                                 | اسپانیا             | ۲۲ آوریل ۱۹۹۷   | Protection and promotion of indigenous cultures and their environment                                                                         |       |
| Grand Duchess María Teresa of Luxembourg    | لوکزامبورگ          | ۱۰ ژوئن ۱۹۹۷    | Education, حقوق زنان، microfinance and campaign against poverty                                                                               |       |
| Omer Zülfü Livaneli                         | ترکیه               | ۲۰ سپتامبر ۱۹۹۶ | Promotion of peace and tolerance through music and promotion of human rights                                                                  |       |
| ریگوبرتا منچو                               | گواتمالا            | ۲۱ ژوئن ۱۹۹۶    | Promotion of Culture of Peace, protection of rights of indigenous people                                                                      |       |
| زوراب تسرتلی                                | گرجستان             | ۳۰ مارس ۱۹۹۶    | Cultural and artistic projects |       |
| Kim Phuc Phan Thi                           | ویتنام              | ۱۰ نوامبر ۱۹۹۴  | Protection and education for children, orphans and innocent victims of war                                                                    |       |
| مونتسرات کابایه                             | اسپانیا             | ۲۲ آوریل ۱۹۹۴   | Fundraising for children in distress and victims of war                                                                                       |       |
| Jean Michel Jarre                           | فرانسه              | ۲۴ مه ۱۹۹۳      | Protection of the environment (water, fight against desertification, renewable energies), youth and tolerance, safeguarding of World Heritage |       |
| پیر برژه                                    | فرانسه              | ۲ ژوئیه ۱۹۹۳    | کارزار علیه ایدز، حقوق بشر |       |
| Ute-Henriette Ohoven                        | آلمان               | ۱۹۹۲            | سفیر ویژه یونسکو برای آموزش کودکان نیازمند |       |
| Susana Rinaldi                              | آرژانتین            | ۲۸ آوریل ۱۹۹۲   | کودکان خیابانی، فرهنگ صلح |       |
| Princess Firyal of Jordan                   | اردن                | ۱۹۹۲            | مروج ابتکار آموزش برای همه، کنش‌های بشردوستانه، میراث جهانی، حقوق زنان به خصوص زنان عرب                                                        |       |
| پیر کاردن                                   | فرانسه              | ۱۹۹۱            | ترویج برنامه چرنوبیل، ایجاد شش پرچم رواداری و توزیع آن بین کشورهای عضو                                                                        |       |
| ایوری گیتلیس                                | اسرائیل             | ۱۹۹۰            | حمایت از آموزش و فرهنگ صلح و رواداری |       |
| Miguel Angel Estrella                       | آرژانتین            | ۲۶ اکتبر ۱۹۸۹   | ترویج فرهنگ صلح از طریق موسیقی |       |
| شیخ Ghassan I. Shaker                       | عربستان سعودی       | ۱۹۸۹            | جمع‌آوری مالی، ریزفایننس، زنان و کودکان در جنگ                                                                                                 |       |
| سفرای افتخاری                               |                     |                 | |       |
| لورا ولش بوش                                | ایالات متحده آمریکا | ۱۳ فوریه 2003   | سفیر افتخاری یونسکو برای دهه باسوادی (2003–2012)                                                                                              |       |

## سفیران حسن نیت پیشین
| نام                  | کشور                                        | تصدی سمت سفیر | ارتباط دادن |
| -------------------- | ------------------------------------------- | ------------- | ----------- |
| مارین کنستانتین      | رومانی</img> رومانی                         | ۱۹۹۲–۲۰۱۱     |             |
| ایکوو هیرایاما       | ژاپن</img> ژاپن                             | ۱۹۸۹–۲۰۰۹     |             |
| لیلی مارینیو         | برزیل</img> برزیل                           | ۱۹۹۹–۲۰۱۱     |             |
| یهودی منوهین         | سوئیس</img> سوئیس · بریتانیا</img> بریتانیا | ۱۹۹۲–۱۹۹۹     | [ ۹ ]       |
| مستیسلاو روستروپوویچ | روسیه</img> روسیه                           | ۱۹۹۸–۲۰۰۷     | [ ۹ ]       |
| شیخ غسان I. شاکر     | عمان</img> عمان                             | ۱۹۸۹–۲۰۱۱     |             |